# Meerssen
Meerssen este o comună și o localitate în provincia Limburg, Țările de Jos. 

## Localități componente
Bunde, Geulle, Meerssen, Rothem, Ulestraten.